# Février 2001

## Événements
- 2 février : décès à Genève de la reine Marie-José d'Italie, femme du roi Umberto II, fille du roi des Belges Albert Ier, née à Bruxelles le 4 août 1906.

- 6 février : en Israël, Ariel Sharon devient Premier ministre.

- 12 février : publication du livre d'Edwin Black, « IBM et l'Holocauste », sur l'alliance de l'entreprise avec l'Allemagne nazie.

- 20 février, Royaume-Uni : début de la crise de la fièvre aphteuse touchant les moutons.

## Décès
- 2 février : Marie-José de Belgique, reine d'Italie (° 4 août 1906).
- 3 février : Gilbert Trigano, entrepreneur de tourisme français (° 28 juillet 1920).
- 4 février :
  - Iannis Xenakis, compositeur français (° 29 mars 1922).
  - Jay Jay Johnson, tromboniste de jazz américain (° 22 janvier 1924).
- 7 février : Dale Evans, actrice américaine (° 31 octobre 1912).
- 8 février :
  - Giuseppe Casoria, cardinal italien de la curie romaine (° 1er octobre 1908).
  - Walter Generati, coureur cycliste italien (° 8 septembre 1913).
- 10 février : Buddy Tate, saxophoniste de jazz américain (° 22 février 1913).
- 12 février : Kristina Söderbaum, actrice et photographe allemande d'origine suédoise (° 5 septembre 1912).
- 14 février :
  - Jean Giraudy, inventeur de la publicité routière (° 4 août 1933).
  - Guy Grosso, acteur français (° 19 mars 1904).
- 16 février : William Howell Masters, sexologue américain (° 27 décembre 1915).
- 18 février :
  - Dale Earnhardt, pilote automobile américain (° 29 avril 1951).
  - Hermann Adler, écrivain allemand (° 2 octobre 1911).
- 19 février :
  - Charles Trenet, chanteur français (° 18 mai 1913).
  - Balthus, peintre français (° 29 février 1908).
  - Liza N'Eliaz, DJ et productrice hardcore belge (° 26 février 1958).
- 21 février : José Lebrún Moratinos, cardinal vénézuélien, archevêque de Caracas (° 19 mars 1919).
- 22 février : André Pieters, coureur cycliste belge (° 10 septembre 1922).
- 23 février : Robert Enrico, cinéaste français (° 13 avril 1931).
- 26 février : Jale İnan,  archéologue turque (° 1er février 1914).

## Naissances
- 2 février : Daishawn Redan, footballeur néerlandais
- 7 février : 
  - Maik Nawrocki, footballeur polonais
  - Kacper Smoliński, footballeur polonais
- 8 février :
  - I.N, chanteur du groupe sud-coréen Stray Kids
- 9 février : 
  - Noah Pallas, footballeur finlandais
  - Vincent Visser, acteur et vidéaste néerlandais
- 10 février : 
  - Sergio Camello, footballeur espagnol
  - Demba Seck, footballeur sénégalais
- 11 février : Bryan Gil, footballeur espagnol
- 12 février : Khvicha Kvaratskhelia, footballeur géorgien
- 13 février :
  - Jason Knight, footballeur irlandais
  - Jan Žambůrek, footballeur tchèque
- 14 février : 
  - Giorgi Gocholeishvili, footballeur géorgien
  - Rodrigo Villagra, footballeur argentin
- 15 février :
  - Haley Tju, actrice américaine
  - Bernat Erta : athlète espagnol
- 17 février : Frederique van Hoof, pongiste handisport néerlandaise
- 19 février : 
  - Welington, footballeur brésilien
  - Franco Zapiola, footballeur argentin
- 22 février : Parfait Guiagon, footballeur ivoirien
- 23 février : Rinky Hijikata, joueur de tennis australien
- 26 février : 
  - Antoine Colassin, footballeur belge
  - Kevin Villodres, footballeur espagnol
- 28 février : Leon Flach, footballeur américain